# Gaoligongidris planodorsa

Gaoligongidris planodorsa  (лат.) — вид мелких муравьёв, единственный в составе монотипического рода Gaoligongidris из подсемейства Myrmicinae. Восточная Азия.

## Распространение
Китай (Юньнань, Tengchong County, Jietou Town, Datang Village, собран в почвенной пробе в субальпийском влажном вечнозелёном широколиственном лесу на западном склоне горы Gaoligong (1500—2000 м, Сино-Тибетские горы).

## Описание
Мелкие муравьи, желтовато-коричневого цвета. Длина тела от 2,3 до 2,6 мм. Усики 11-члениковые (булава из 3 сегментов), скапус короткий. Жвалы с 6 зубцами. Нижнечелюстные щупкии состоят из 2 члеников, а нижнегубные из 2 сегментов. Затылочный край прямой. Клипеус двухкилевой, передний край прямой. Промезонотум формирует высокое плато, без зубцов или впадин; промезонотальный шов отсутствует. Метанотальная бороздка глубокая.
Проподеум с парой длинных шипиков. Голени средних и задних ног без шпор. Брюшко гладкое и блестящее.

## Систематика
Сходен с таксонами Lasiomyrma (из трибы Crematogastrini) и Lophomyrmex (из трибы Attini). Вид был впервые описан в 2012 году китайским мирмекологом Ж. Сю (Zheng-Hui Xu, Southwest Forestry University, Куньмин, Юньнань, Китай). Первоначально был включён в состав трибы Stenammini. Название рода Gaoligongidris происходит от имени горы, на которой была найдена типовая серия (Gaoligong) и суффикса idris, используемого в обозначении родов мелких муравьёв.